# Hiện diện LGBT tại Eurovision Song Contest

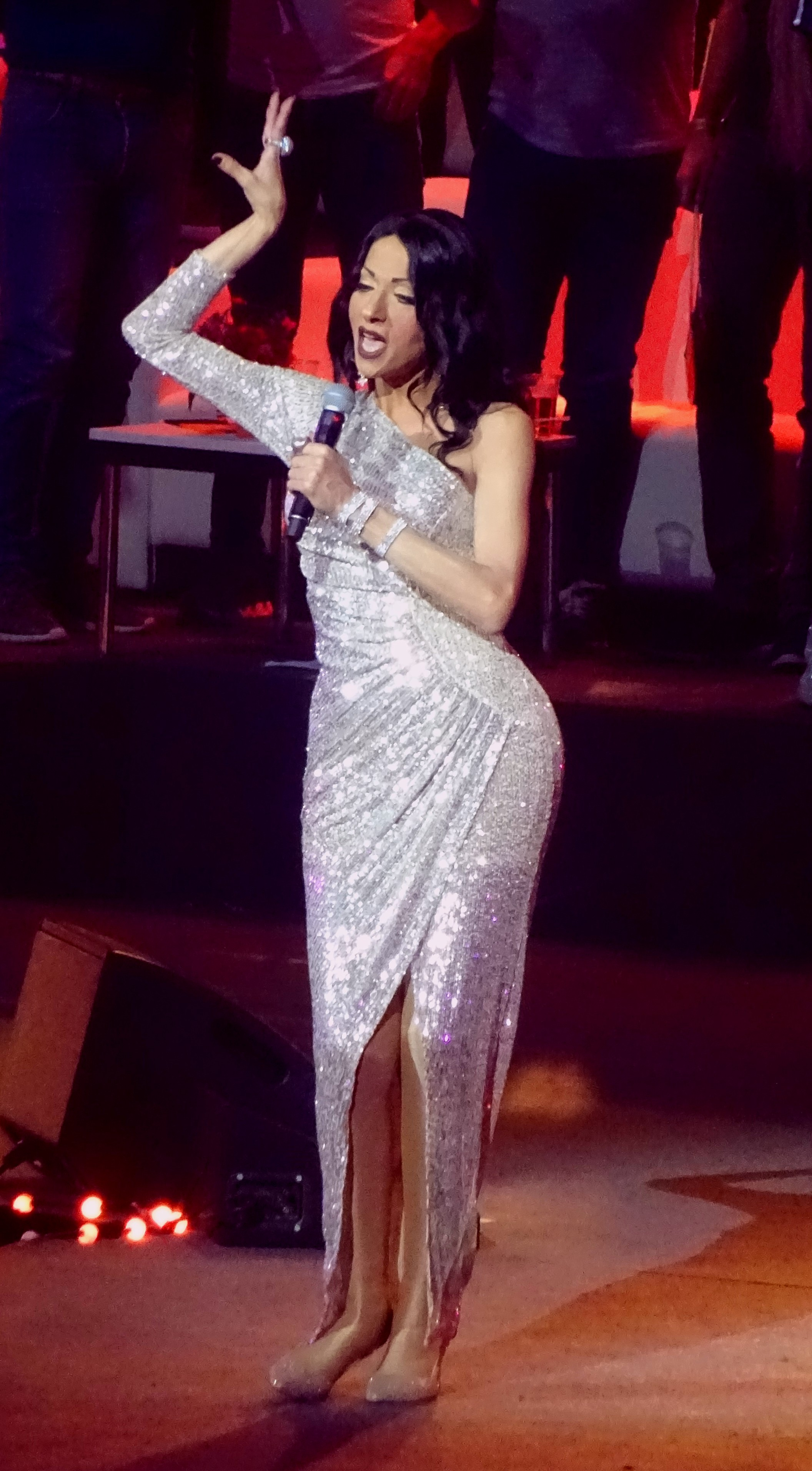
Dana International, người chuyển giới đầu tiên tham dự cuộc thi và là người chiến thắng đại diện cho Israel

Cuộc thi Eurovision Song Contest có lượng người hâm mộ lâu năm trong cộng đồng LGBT, và các nhà tổ chức Eurovision đã và đang tích cực làm việc để đưa những người hâm mộ này vào cuộc thi kể từ những năm 1990.

## LGBT tham dự
Paul Oscar trở thành nghệ sĩ đồng tính công khai đầu tiên của cuộc thi khi anh đại diện cho Iceland tại cuộc thi năm 1997.  Katrina Leskanich, ca sĩ chính của nhóm nhạc Katrina and the Waves đại diện cho Anh Quốc đã chiến thắng, sau đó cô công khai xu hướng tính dục. Năm sau, Dana International đại diện cho Israel, nghệ sĩ chuyển giới đầu tiên của cuộc thi, trở thành nghệ sĩ chuyển giới đầu tiên chiến thắng cuộc thi năm 1998. Một số thành viên công khai của cộng đồng LGBT+ cạnh tranh và giành chiến thắng trong cuộc thi: Conchita Wurst, nhân vật drag đồng tính công khai Thomas Neuwirth, đã giành chiến thắng trong cuộc thi năm 2014 đại diện cho Áo; và người trình diễn song tính công khai Duncan Laurence là người chiến thắng trong cuộc thi năm 2019 đại diện cho Hà Lan. Marija Šerifović, người chiến thắng cuộc thi năm 2007 đại diện cho Serbia, sau đó công khai là đồng tính nữ vào năm 2013. Loreen, người chiến thắng cuộc thi năm 2012 đại diện cho Thụy Điển, công khai song tính vào năm 2017. Victoria De Angelis, thành viên của nhóm nhạc Ý Måneskin đã chiến thắng năm 2021, công khai tự nhận mình là người song tính, cùng với thành viên đồng nghiệp của nhóm nhạc Ethan Torchio tự nhận mình là "không có giới tính".
Sarit Hadad, đại diện cho Israel năm 2002, đã công khai vào năm 2021.
Deen, từng đại diện cho Bosnia và Herzegovina vào năm 2004 và 2016, chưa bao giờ đưa ra tuyên bố xác nhận mình là người đồng tính, nhưng lại công khai chia sẻ về cuộc sống của mình với bạn trai Will Pearson III trên mạng xã hội.
Năm 2011, Vương quốc Anh được đại diện bởi Blue. Các thành viên Duncan James và Lee Ryan lần lượt là người đồng tính và song tính. Dana International trở lại cuộc thi để đại diện cho Israel.
Ryan Dolan, đại diện cho Ireland năm 2013, công khai là người đồng tính vào năm sau.
Năm 2016, Israel được đại diện bởi Hovi Star, công khai đồng tính. Douwe Bob, đại diện cho Hà Lan, là người song tính.
Slavko Kalezić, đại diện cho Montenegro vào năm 2017, là người đồng tính công khai.
Saara Aalto, đại diện cho Phần Lan năm 2018, là một người đồng tính. Mélovin, đại diện cho Ukraine, công khai song tính vào năm 2021.
Bilal Hassani, đại diện cho Pháp vào năm 2019, là queer. Tom Hugo, đại diện cho Na Uy với tư cách là thành viên của nhóm Keiino, là người đồng tính công khai.
Những người tham gia năm 2021 khác là LGBT bao gồm Montaigne đến từ Úc và Blas Cantó đến từ Tây Ban Nha, là song tính, Lesley Roy đến từ Ireland, là đồng tính nữ, Vasil Garvanliev đến từ Bắc Macedonia, Jeangu Macrooy đến từ Hà Lan và Jendrik Sigwart đến từ Đức, là người đồng tính, và Roxen đến từ Romania, là người phi nhị nguyên giới. Hulda Kristín Kolbrúnardóttir, ca sĩ trong ban nhạc Gagnamagnið, đại diện cho Iceland, là người toàn tính. Montaigne cũng công khai phi nhị nguyên giới vào năm 2023.
Năm 2022, Iceland được đại diện bởi ban nhạc Systur, họ là những nhà hoạt động vì quyền của người chuyển giới bên cạnh công việc âm nhạc của họ. Một thành viên, Elín, là một người đồng tính nữ không rõ ràng về giới tính, trong khi Sigga có một cậu con trai chuyển giới. Trong các phân đoạn bỏ phiếu, nhóm vẫy cờ chuyển giới cùng với cờ Iceland trong phòng xanh. Israel và Úc lần lượt được đại diện bởi Michael Ben David và Sheldon Riley, cả hai đều là người đồng tính.
Năm 2023, sẽ có một số đại diện là thành viên của cộng đồng LGBT;  Gustaph của Bỉ là người đồng tính, Alessandra Mele của Na Uy là người song tính, Luke Black của Serbia là người đồng tính. và Loreen sẽ trở lại đại diện cho Thụy Điển. Buổi biểu diễn của Gustaph sẽ có sự góp mặt của vũ công vogue PussCee West.
Một số người dẫn chương trình Eurovision Song Contest cũng được xác định là LGBT, bao gồm cả Assi Azar, là dẫn chương trình tại Israel năm 2019, và Nikkie de Jager, là dẫn chương trình tại Hà Lan năm 2020 và 2021. De Jager là người chuyển giới đầu tiên dẫn chương trình cuộc thi. Mika, là người đồng tính, sẽ dẫn chương trình năm 2022 tại Ý. Graham Norton, cũng là người đồng tính, sẽ tổ chức trận chung kết của phiên bản 2023 tại Vương quốc Anh.

## Chủ đề LGBT trong cử chỉ cạnh tranh
Các bài hát và màn trình diễn cạnh tranh trong quá khứ bao gồm tham chiếu và ám chỉ đến mối quan hệ đồng giới. Một trong những bài hát chiến thắng sớm nhất của cuộc thi, người chiến thắng năm 1961 của Luxembourg "Nous les amoureux", được nghệ sĩ Jean-Claude Pascal xác nhận là có liên quan đến mối quan hệ đồng giới và những khó khăn mà cặp đôi này phải đối mặt, được coi là gây tranh cãi vào đầu những năm 1960 khi ở nhiều nước châu Âu, quan hệ đồng giới vẫn bị hình sự hóa.
Màn trình diễn "Marry Me" của Krista Siegfrids tại cuộc thi năm 2013 có nụ hôn đồng giới với một trong những vũ công nữ của cô và màn trình diễn "Together" của Ryan O'Shaughnessy năm 2018 đại diện cho Ireland có hai vũ công nam thể hiện mối quan hệ đồng giới. Vào năm 2015, bài dự thi của Litva có hình nền là một nụ hôn giữa hai người đàn ông và hai phụ nữ. Trong cuộc thi năm 2022, Achille Lauro, đại diện cho San Marino, đã có nụ hôn đồng giới với nghệ sĩ guitar, nhà sản xuất và cộng tác viên lâu năm Boss Doms.
Một số màn trình diễn drag xuất hiện trong buổi biểu diễn của Eurovision, bao gồm Conchita Wurst của Áo, Verka Serduchka của Ukraine, DQ của Đan Mạch và Sestre của Slovenia; lựa chọn ca sĩ hoặc nhóm nhạc sau này bị phản đối và tranh luận về quyền LGBT ở Slovenia vào thời điểm đó và dẫn đến những lo ngại được nêu ra tại Nghị viện Châu Âu trước việc Slovenia sắp gia nhập Liên minh Châu Âu.

## Chỉ trích hiện diện LGBT
Lựa chọn ca sĩ Dana International cho cuộc thi năm 1998 tại Birmingham bị phản đối và đe dọa giết người từ nhóm tôn giáo chính thống của xã hội Israel, và tại cuộc thi, chỗ ở của cô được cho là trong khách sạn duy nhất ở Birmingham có cửa sổ chống đạn.
Trong những năm gần đây, các hệ tư tưởng chính trị khác nhau trên khắp châu Âu đã xung đột trong bối cảnh Eurovision, đặc biệt là về quyền LGBT. Thổ Nhĩ Kỳ, từng là tham dự bình thường trong cuộc thi và có chiến thắng cuộc thi một lần, lần đầu tiên rút khỏi cuộc thi năm 2013, với lý do không hài lòng với các quy tắc bỏ phiếu; gần đây khi được hỏi về việc quay trở lại cuộc thi, đài truyền hình TRT của Thổ Nhĩ Kỳ trích dẫn màn trình diễn của LGBT là một lý do khác khiến họ tiếp tục tẩy chay. Sau khi lên kế hoạch ban đầu về việc phát sóng cuộc thi năm 2013, TRT cuối cùng rút chương trình phát sóng sự kiện để đáp trả nụ hôn đồng giới của Krista Siegfrids. Cũng có thông tin cho rằng hiện diện LGBT trong cuộc thi cũng là một yếu tố quyết định khi Hungary chọn không tham dự cuộc thi năm 2020 trong bối cảnh gia tăng tình cảm chống LGBT trong chính phủ Hungary Viktor Orbán, mặc dù không có lý do chính thức nào được đưa ra bởi đài truyền hình Hungary MTVA.
Sau khi ban hành luật "tuyên truyền đồng tính" ở Nga năm 2013, cũng như diễn biến ở Ukraine, cuộc thi năm 2014 chứng kiến sự la ó của khán giả tăng lên rõ rệt, đặc biệt là trong phần trình diễn của Nga và trong cuộc bỏ phiếu khi Nga nhận được điểm. Chiến thắng của Conchita Wurst trong cuộc thi cũng vấp phải sự chỉ trích trên chính trường Nga, với một số chính trị gia bảo thủ bày tỏ sự không hài lòng về kết quả này. Trước sự la ó, nhà sản xuất của cuộc thi năm 2015 sử dụng "công nghệ chống la ó" cho chương trình phát sóng, và những người dẫn chương trình của cuộc thi liên tục kêu gọi khán giả không la ó; Polina Gagarina đại diện cho Nga được phỏng vấn bởi Conchita trong phòng nghỉ trong thời gian nghỉ bỏ phiếu, và thu hút sự chỉ trích từ những người bảo thủ Nga khi cô đăng một video hậu trường lên mạng xã hội về cảnh cô đang ôm Conchita.
Xung đột về hiện diện LGBT trong cuộc thi cũng xảy ra ở các quốc gia không tham dự cuộc thi. Eurovision được phát sóng ở Trung Quốc trong vài năm, tuy nhiên vào năm 2018, bản quyền do Mango TV nắm giữ bị cấm chiếu trong cuộc thi năm 2018. Chương trình truyền hình trực tiếp vòng bán kết đầu tiên bị Mango TV kiểm duyệt do màn trình diễn khiêu vũ đồng giới của Ryan O'Shaughnessy đại diện cho Ireland, được cho là đã đi ngược lại các nguyên tắc của Trung Quốc về việc cấm "các hành vi và quan hệ tình dục bất thường", cũng như Eugent Bushpepa của Albania do để lộ các hình xăm, điều này phá vỡ các nguyên tắc xung quanh cái gọi là "tiểu văn hóa" và "văn hóa khác biệt". Do việc chấm dứt hợp đồng, đài truyền hình Trung Quốc không thể phát sóng vòng bán kết thứ hai hoặc vòng chung kết cuộc thi năm 2018 hoặc bất kỳ cuộc thi nào trong tương lai.